# Lempeni
Lempeni is een bestuurslaag in het regentschap Lumajang van de provincie Oost-Java, Indonesië. Lempeni telt 5493 inwoners (volkstelling 2010).